# Sportjugend Nordrhein-Westfalen
Die Sportjugend Nordrhein-Westfalen ist die Jugendorganisation des Landessportbundes Nordrhein-Westfalen e.V. (LSB NRW). Sie hat die Anerkennung als Träger der freien Jugendhilfe nach dem Kinder- und Jugendhilfegesetz (KJHG) und versteht sich als Lobbyist für alle Kinder und Jugendlichen in Nordrhein-Westfalen.
Die Sportjugend NRW ist Mitglied in der Deutschen Sportjugend (dsj) und im Landesjugendring Nordrhein-Westfalen. Sie vertritt rund 2,1 Millionen Kinder, Jugendliche und junge Menschen im Alter bis 27 Jahre in den ca. 18.500 Sportvereinen Nordrhein-Westfalens.

## Geschichte
Um eine überverbandliche Jugendarbeit im nordrhein-westfälischen Sport zu organisieren, wurde auf der Gründungsversammlung des Landessportbundes Nordrhein-Westfalen e.V. am 6. Mai 1947 in Hagen von den Delegierten aus den Fachverbänden und Stadt- und Kreissportbünden auch die Bildung eines Jugendausschusses beschlossen. Für die Leitung dieses ehrenamtlichen Gremiums wurde die Position eines Landesjugendwartes eingerichtet und mit dem damaligen Vorsitzenden des Westfälischen Turnerbundes und Schulrektor aus Hamm, Julius Überhoff, besetzt. Dies gilt als Geburtsstunde der Sportjugend NRW.
Ein Jahr später wurde ein Jugendsekretariat geschaffen und ein hauptamtlich tätiger Jugendsekretär eingestellt. Zunächst provisorisch in Büros in Hamm und Arnsberg untergebracht, siedelte das Jugendsekretariat mit dem Umzug der Geschäftsstelle des Landessportbundes NRW im Jahre 1965 ebenfalls nach Duisburg in das „Haus des Sports“ um.
Lehrgänge zur Qualifizierung von Jugend- und Übungsleitern (Lehrarbeit), Maßnahmen zur allgemeinen Jugendbildung und Jugenderholung sowie der Aufbau und die Pflege internationaler Jugendbegegnungen stellten in der Frühphase der Sportjugend NRW die wesentlichen Tätigkeitsschwerpunkte dar. So entstand in den 1950er Jahren die Praxis der Zeltlager der Sportjugend NRW, aus dem später auch das Jugendferiendorf Hinsbeck hervorging. 1955 wurde im sauerländischen Hachen auf dem Gelände der drei Jahre zuvor in Betrieb genommenen Sportschule des LSB NRW (heute: Sport- und Tagungszentrum Hachen) eine Jugendbildungsstätte errichtet.
Ihren ersten internationalen Jugendaustausch organisierte die Sportjugend NRW 1952 mit den Niederlanden. Es folgten Begegnungen mit Jugendlichen aus Großbritannien (1955), Japan (1959), Frankreich, Israel (1962) und Tunesien (1966) sowie ab Mitte der 1960er Jahre auch Fahrten in osteuropäische Länder. Ende der 1970er Jahre kam der Austausch mit Polen hinzu. Ihr erstes Olympialager organisierte die Sportjugend NRW zu den Olympischen Sommerspielen 1960 in Rom.
Als Konsequenz aus dem Jugendwohlfahrtsgesetz wurde 1968 erstmals dem Prinzip der „Eigenständigkeit der Sportjugend“ in einer neuen Jugendordnung offiziell Rechnung getragen. Es ist bis heute Bedingung dafür, dass der Sportjugend Gelder für die freie Jugendhilfe zufließen können und räumt ihr innerhalb der entsprechenden vereinsrechtlichen Vorgaben gegenüber ihrem Erwachsenenverband LSB NRW eine Mitbestimmung bei der Verwaltung und Haushaltsführung ihrer Mittel ein.
Mit Beginn der 1970er Jahre differenzierten sich die Aufgabengebiete der Sportjugend NRW durch Programme, Projekte und Maßnahmen auf dem Gebiet der Sozialarbeit und Sozialpädagogik, der Integration von Menschen mit Migrationshintergrund, der Förderung von Mädchen und jungen Frauen sowie der politischen und kulturellen Bildung der Heranwachsenden nochmals weiter aus. Abgelöst wurde in dieser Zeit auch die Bezeichnung „Landesjugendwart/in“ für die höchste ehrenamtliche Position in der Sportjugend NRW. Sie lautet seitdem „Vorsitzende/r der Sportjugend NRW.“

## Organisationsstruktur
Laut ihrer aktuellen Jugendordnung v. 28. Januar 2012 wird die Sportjugend NRW gebildet durch die Jugendorganisationen der Mitglieder des Landessportbundes NRW e. V. Als Jugendorganisation des Landessportbundes NRW ist die Sportjugend NRW vereinsrechtlich dessen Untergliederung und unterliegt seiner Satzung. Im Rahmen dieser Satzung führt und verwaltet sie sich selbständig. Sie ist für die Planung und Verwendung der ihr zufließenden Mittel zuständig, dabei aber steuerrechtlich unselbständig.
Organe der Sportjugend NRW sind der Jugendtag, der Jugendvorstand und die Geschäftsführung. Der Jugendtag ist das höchste Gremium der Sportjugend NRW. Er setzt sich aus den Delegierten der Mitglieder des Landessportbundes NRW, den drei gewählten Sprechern der Freiwilligendienste sowie den Mitgliedern des Jugendausschusses zusammen.
Der ehrenamtliche Jugendvorstand wird für eine Legislaturperiode von vier Jahren gewählt. Er besteht aus dem/der Vorsitzenden der Sportjugend NRW und neun weiteren Mitgliedern. Für die Legislaturperiode von 2023 bis 2028 (Amtszeit einmalig fünf Jahre)  gehören ihm aktuell an:
| Name                | Position                                                      |
| ------------------- | ------------------------------------------------------------- |
| Jens Wortmann       | Vorsitzender                                                  |
| Laura Hantke        | stellv. Vorsitzende und ständige Vertreterin des Vorsitzenden |
| Daniel Skakavac     | Stellv. Vorsitzender                                          |
| Carmen Schomann     | Stellv. Vorsitzende                                           |
| Stephanie Samel     | Stellv. Vorsitzende                                           |
| Lars Mittkowski     | Stellv. Vorsitzender                                          |
| Katharina Ahlers    | Sprecherin der Jugendverbände der Bünde                       |
| Maxi Tix            | Sprecherin der Jugendverbände der Verbände                    |
| Sina Sophie Berning | Stellv. Sprecherin der Jugendverbände der Bünde               |
| Erik Henschke       | Stellv. Sprecher der Jugendverbände der Verbände              |
| Martin Wonik        | Geschäftsführer (beratend)                                    |

Als Plattform zum Meinungs- und Erfahrungsaustausch hat die Sportjugend NRW außerdem Jugendkonferenzen der Verbände und der Stadt- und Kreissportbünde eingerichtet. Sie bestehen aus den Vorsitzenden der Jugendorganisationen der Mitglieder des Landessportbundes NRW und wählen jeweils Sprecher, die Antragsrecht im Jugendvorstand besitzen.

## Aktivitäten und Handlungsfelder
Ziel aller Aktivitäten der Sportjugend NRW ist die Förderung der sportlichen Kinder- und Jugendarbeit in Nordrhein-Westfalen. Dabei engagiert sie sich in zwei übergeordneten Handlungsbereichen:
1. der Kinder- und Jugendverbandsarbeit
2. der Kinder- und Jugendsportentwicklung

Die beiden Handlungsbereiche gliedern sich wiederum in folgende Handlungsfelder auf, in die sich auch die Tätigkeit der Sportjugend NRW auf solchen Gebieten wie dem der Integration, der Nachwuchsförderung oder der Freiwilligendienste im Sport (Freiwilliges Soziales Jahr, Bundesfreiwilligendienst) einfügt:
- Kinder- und Jugendpolitik
- Kinder- und Jugendbildung
- Partizipation und ehrenamtliches Engagement
- Mitgliederentwicklung (Verbände, Bünde und Vereine)
- Zusammenarbeit mit Vereinen – mit Betreuungs- und Bildungseinrichtungen
- Internationale Zusammenarbeit

Die Sportjugend NRW ist zudem für die Weiterentwicklung des Programms NRW bewegt seine KINDER! zuständig. Dabei handelt es sich um eines von vier langfristig angelegten Programmen, die der Landessportbundes NRW 2011 ins Leben gerufen hat. Unter NRW bewegt seine KINDER! sollen ein Großteil der Aktivitäten der Sportjugend NRW zusammengefasst werden. Vorrangiges Ziel des Programms ist es, die Bewegungsmöglichkeiten und -angebote für Kinder und Jugendliche auszubauen, wobei die enge Verknüpfung zwischen Ganztagsschulen und der Jugendarbeit von Sportvereinen einen besonderen Schwerpunkt bildet.

## Mitgliedsorganisationen
Von den 71 Dach- und Fachverbänden, die im Landessportbund NRW Mitglied sind, haben zurzeit 69 eine Sportjugend. Von den 54 Stadt- und Kreissportbünden, die im Landessportbund NRW Mitglied sind, haben alle eine Sportjugend.

### Sportjugenden der Dach- und Fachverbände
- Sportjugend im Deutschen Aero-Club Landesverband Nordrhein-Westfalen e. V.
- Sportjugend im Aikido-Verband Nordrhein-Westfalen e. V.
- Sportjugend im Landesverband Nordrhein-Westfalen des Deutschen Alpenvereins e. V.
- Sportjugend im American Football und Cheerleading Verband Nordrhein-Westfalen e. V.
- Sportjugend im Badminton Landesverband Nordrhein-Westfalen e. V.
- Sportjugend im Nordrhein-Westfälischen Bahnengolfverband e. V.
- Sportjugend im Baseball- und Softballverband Nordrhein-Westfalen e. V.
- Sportjugend im Westdeutschen Basketball-Verband e. V.
- Sportjugend im Behinderten- und Rehabilitationssportverband Nordrhein-Westfalen e. V.
- Sportjugend im Westdeutschen Betriebssportverband e. V.
- Sportjugend im Billard-Verband Nordrhein-Westfalen
- Sportjugend im Nordrhein-Westfälischen Bob- und Schlittensportverband e. V.
- Sportjugend im Boule und Pétanque Verband Nordrhein-Westfalen e. V.
- Sportjugend im Boxsport-Verband Nordrhein-Westfalen e. V.
- Sportjugend im Dachverband für Budotechniken e. V.
- Sportjugend im Cheerleading und Cheerperformance Verband Nordrhein-Westfalen e. V.[8]
- Sportjugend im CVJM-Westbund e. V.
- Sportjugend im Nordrhein-Westfälischen Dartverband e. V.
- Sportjugend im DJK Landesverband Nordrhein-Westfalen e. V.
- Sportjugend im Eishockeyverband Nordrhein-Westfalen e. V.
- Sportjugend im Eissport-Verband Nordrhein-Westfalen e. V.
- Sportjugend in der Familien-Sport-Gemeinschaft Nordrhein-Westfalen e. V.
- Sportjugend im Fußball- und Leichtathletik-Verband Westfalen e. V.
- Sportjugend im Rheinischen Fechterbund e. V.
- Sportjugend im Westfälischen Fechterbund e. V.
- Sportjugend im Fischereiverband Nordrhein-Westfalen e. V.
- Sportjugend im Nordrhein-Westfälischen Floorball Verband e. V.
- Sportjugend im Westdeutschen Fußballverband e. V.[9]
- Sportjugend im Gehörlosen-Sportverband Nordrhein-Westfalen e. V.
- Sportjugend im Gewichtheberverband Nordrhein-Westfalen e. V.
- Sportjugend im Golfverband Nordrhein-Westfalen e. V.
- Sportjugend im Westdeutschen Handball-Verband e. V.
- Sportjugend im Westdeutschen Hockey-Verband e. V.
- Sportjugend im Kanu-Verband Nordrhein-Westfalen e. V.
- Sportjugend im Karate-Dachverband Nordrhein-Westfalen e. V.
- Sportjugend im Westdeutschen Kegel- und Bowlingverband e. V.
- Sportjugend im Kneipp-Bund Landesverband Nordrhein-Westfalen e. V.
- Sportjugend im Leichtathletik-Verband Nordrhein e. V.
- Sportjugend im Verband Leichtathletik-NRW e. V.[10]
- Sportjugend in der Deutschen-Lebens-Rettungs-Gesellschaft Landesverband Nordrhein e. V.
- Sportjugend in der Deutschen-Lebens-Rettungs-Gesellschaft, Landesverband Westfalen e. V.
- Sportjugend im Verband für Modernen Fünfkampf Nordrhein-Westfalen e. V.
- Sportjugend im Motorsport-Verband Nordrhein-Westfalen e. V.
- Sportjugend im Deutschen Motoryachtverband – Landesverband Nordrhein-Westfalen e. V.
- Sportjugend im Landesverband der Pferdesportvereine in Nordrhein-Westfalen e. V.
- Sportjugend im Rad- und Kraftfahrerbund Solidarität – Nordrhein-Westfalen e. V.
- Sportjugend im Radsportverband Nordrhein-Westfalen e. V.
- Sportjugend im Ringerverband Nordrhein-Westfalen e. V.
- Sportjugend im Rollsport- und Inline-Verband Nordrhein-Westfalen e. V.
- Sportjugend im Nordrhein-Westfälischen Ruder-Verband e. V.
- Sportjugend im Rugby-Verband Nordrhein-Westfalen e. V.
- Sportjugend im Schachbund Nordrhein-Westfalen e. V.
- Sportjugend im Schwimmverband Nordrhein-Westfalen e. V.
- Sportjugend im Segler-Verband Nordrhein-Westfalen e. V.
- Sportjugend im Westdeutschen Skibob-Verband e. V.
- Sportjugend im Westdeutschen Skiverband e. V.
- Sportjugend im Sportakrobatik Verband Nordrhein-Westfalen e. V.
- Sportjugend in der Fachschaft Sportschießen Nordrhein-Westfalen
- Sportjugend im Squash Landesverband Nordrhein-Westfalen e. V.
- Sportjugend in der Nordrhein-Westfälischen Taekwondo Union e. V.[11]
- Sportjugend im Tanzsportverband Nordrhein-Westfalen e. V.
- Sportjugend im Tauchsportverband Nordrhein-Westfalen e. V.
- Sportjugend in der Interessengemeinschaft der Tennisverbände NRW
- Sportjugend im Westdeutschen Tischtennis-Verband e. V.
- Sportjugend im Nordrhein-Westfälischen Triathlon-Verband e. V.
- Sportjugend im Rheinischen Turnerbund e. V.
- Sportjugend im Westfälischen Turnerbund e. V.
- Sportjugend im Westdeutschen Volleyball-Verband e. V.
- Sportjugend im Wasserski-Verband Nordrhein-Westfalen e. V.

### Sportjugenden in den Stadt- und Kreissportbünden
- Sportjugend im StadtSportBund Aachen e. V.
- Sportjugend im RegioSportBund Aachen e. V.
- Sportjugend im Stadtsportbund Bielefeld e. V.
- Sportjugend im Stadtsportbund Bochum e. V.
- Sportjugend im Stadtsportbund Bonn e. V.
- Sportjugend im Kreissportbund Borken e. V.
- Sportjugend im Bottroper Sportbund e. V.
- Sportjugend im KreisSportBund Coesfeld e. V.
- Sportjugend im Stadtsportbund Dortmund e. V.
- Sportjugend im Stadtsportbund Duisburg e. V.
- Sportjugend im Kreissportbund Düren e. V.
- Sportjugend im Stadtsportbund Düsseldorf e. V.
- Sportjugend im Kreissportbund Ennepe-Ruhr e. V.
- Sportjugend im Essener Sportbund (Espo) e. V.
- Sportjugend im Kreissportbund Euskirchen e. V.
- Sportjugend im Gelsensport (SSB Gelsenkirchen) e. V.
- Sportjugend im Kreissportbund Gütersloh e. V.
- Sportjugend im Stadtsportbund Hagen e. V.
- Sportjugend im Stadtsportbund Hamm e. V.
- Sportjugend im KreisSportBund Heinsberg e. V.
- Sportjugend im Kreissportbund Herford e. V.
- Sportjugend im Stadtsportbund Herne e. V.
- Sportjugend im Kreissportbund Hochsauerlandkreis e. V.
- Sportjugend im Kreissportbund Höxter e. V.
- Sportjugend im Kreissportbund Kleve e. V.
- Sportjugend im Stadtsportbund Köln e. V.
- Sportjugend im Stadtsportbund Krefeld e. V.
- Sportjugend im Sportbund Leverkusen e. V.
- Sportjugend im Kreissportbund Lippe e. V.
- Sportjugend im Kreissportbund Märkischer Kreis e. V.
- Sportjugend im Kreissportbund Mettmann e. V.
- Sportjugend im Kreissportbund Minden-Lübbecke e. V.
- Sportjugend im Stadtsportbund Mönchengladbach e. V.
- Sportjugend im Mülheimer Sportbund e. V.
- Sportjugend im Stadtsportbund Münster e. V.
- Sportjugend im Sportbund Rhein-Kreis Neuss e. V.
- Sportjugend im Kreissportbund Oberberg e. V.
- Sportjugend im Stadtsportbund Oberhausen e. V.
- Sportjugend im Kreissportbund Olpe e. V.
- Sportjugend im Kreissportbund Paderborn e. V.
- Sportjugend im Kreissportbund Recklinghausen e. V.
- Sportjugend im Sportbund Remscheid e. V.
- Sportjugend im Kreissportbund Rhein-Berg-Kreis e. V.
- Sportjugend im Kreissportbund Rhein-Erft e. V.
- Sportjugend im Kreissportbund Rhein-Sieg-Kreis e. V.
- Sportjugend im Kreissportbund Siegen-Wittgenstein e. V.
- Sportjugend im Kreissportbund Soest e. V.
- Sportjugend im Solinger Sportbund e. V.
- Sportjugend im Kreissportbund Steinfurt e. V.
- Sportjugend im Kreissportbund Unna e. V.
- Sportjugend im Kreissportbund Viersen e. V.
- Sportjugend im Kreissportbund Warendorf e. V.
- Sportjugend im Kreissportbund Wesel e. V.
- Sportjugend im Stadtsportbund Wuppertal e. V.